# Eugène Billard
Pour les articles homonymes, voir Billard (homonymie).
Eugène Billard, né le 1er juillet 1849 à Saint-Eugène (Saône-et-Loire) et mort à Paris le 29 novembre 1914, est un avocat et homme politique français.

## Biographie
Louis-Étienne-Eugène Billard a tout d'abord étudié au petit séminaire d'Autun. Après s'être laissé tenté quelque temps par le journalisme, il suit les cours de l'école de droit et devient ainsi avocat à la cour d'appel de Paris le 20 juin 1881.
Membre du conseil supérieur de la Société nationale d'encouragement au bien, il compose également des poèmes patriotiques tels que l’Ode au drapeau. Cette poésie a notamment été dite par l'acteur Paul Mounet en 1891.
Le 16 octobre 1898, à l'occasion des élections municipales partielles, Billard se présente dans le quartier du Palais-Royal, dont le conseiller municipal, Alexis Muzet, vient d'être élu député. Étiqueté « nationaliste », il termine en cinquième position, avec seulement 111 voix.
Par la suite, Billard adhère à l'Action libérale populaire, parti de droite clérical, dont il préside bientôt le comité local du 1er arrondissement de la capitale.
En 1904, de nombreux électeurs de droite du quartier de la Place-Vendôme font appel à Billard afin de remplacer le conseiller municipal sortant, le royaliste Omer Despatys, dont le dernier mandat a été éclipsé par des problèmes de santé. La candidature de l'avocat est notamment soutenue par l'académicien François Coppée, ancien président d'honneur de la Ligue de la patrie française. Après avoir légèrement devancé Despatys au premier tour (avec 775 voix contre 760), Billard est élu au second tour de scrutin.
Réélu en 1908 et 1912, Eugène Billard n'achève pas son troisième mandat, car il meurt d'une congestion dans la nuit du 28 au 29 novembre 1914 en son domicile du no 3 de l'avenue de l'Opéra.